# Parti républicain (Chili, 2019)
Pour les articles homonymes, voir Parti républicain.
Le Parti républicain (espagnol : Partido Republicano, abrégé en PRCH) est un parti politique chilien, classé à l'ultra-droite populiste. Son fondateur, José Antonio Kast, préside le parti depuis sa création en 2019,,.

## Histoire

### Contexte
José Antonio Kast, le fondateur du parti, a été député pendant 16 ans, de 2002 à 2018 en tant que membre de l'Union démocratique indépendante, l'un des partis les plus importants de la droite chilienne. Il en a également été le chef du groupe parlementaire de 2008 à 2011.
Il quitte l'UDI en 2016, estimant que le parti était trop critique envers Augusto Pinochet,.
En 2017, il se présente à l'élection présidentielle, terminant à la quatrième place avec près de 8 % des voix. En janvier 2019, il fonde le Parti Républicain.

### Création
Kast fonde le Parti Républicain dans un contexte politique favorable avec l'accession au pouvoir de gouvernement de droite et d'extrême droite dans plusieurs pays d'Amérique latine.
Plus de la moitié des cadres du parti est composée d'anciens membres de l'UDI. Le député Ignacio Urrutia devient le seul député encarté au Parti Républicain lorsqu'il quitte l'UDI pour devenir membre du parti de Kast.
Le 9 septembre 2020, le parti annonce qu'il présenterait des candidats aux élections municipales. Au 19 juillet 2021, le parti est présent dans toutes les régions du Chili,.
En 2023, il compte 20 469 membres dont 70,38 % d'hommes et 29,62 % de femmes, ce qui en fait l'un des partis à la plus faible proportion de femmes du pays.

## Idéologie
Le Parti républicain est classé à l'extrême droite de l'échiquier politique,, décrit comme autoritaire, conservateur,, nativiste, nationaliste, et populiste. Le politologue Cristóbal Rovira le situe au sein de la droite radicale populiste. Selon la politologue Mireya Dávila, le parti adopte certaines positions caractéristiques de l'extrême droite mais il n'englobe pas l'ensemble de l’extrême droite chilienne, dont une partie trouve aussi refuge au sein des deux partis de droite traditionnelle que sont le Renouveau national et l'Union démocratique indépendante.
La doctrine idéologique du parti s'inscrit dans le mouvement grémialista. La montée du Parti républicain est parfois comparée à la montée du parti espagnol Vox. Ces deux partis se sont créés à la suite d'une scission avec les partis de la droite traditionnelle dans le but de rassembler les électeurs de droite déçus.
Le Parti républicain prône une réduction de l'immigration et la construction d'un fossé le long de la frontière avec la Bolivie pour empêcher le passage des migrants. Il défend le nativisme, un concept selon lequel seule la population née au Chili peut y habiter, faute de quoi l’unité nationale serait menacée. Le Parti républicain est conservateur sur le plan sociétal, érige comme modèle la famille nucléaire hétérosexuelle, s'oppose au mariage pour les couples de même sexe, à l'avortement et au suicide assisté, et souhaite exclure les femmes célibataires ou en concubinage de certains dispositifs d'aide sociale,,,.
Le parti estime que les mouvements sociaux entre 2019 et 2021 au Chili ont entraîné un « terrorisme idéologique » et assimile les mouvements indigènes à du narcoterrorisme . Sur le plan économique, le Parti républicain est néolibéral et souhaite une participation la plus minimale possible de l’État dans le domaine économique. Il propose des réductions d'impôts, le maintien du système de retraite par capitalisation intégralement confié au système privé, offrir aux marchés financiers une plus grande liberté d'action et repousser l'âge de la retraite,. Il s'oppose aux réformes sociales du gouvernement de Gabriel Boric, comme la réduction du temps de travail hebdomadaire de 45 à 40 heures et l'augmentation du salaire minimum.

## Élections présidentielles
José Antonio Kast s'est présenté sous l'étiquette du Parti républicain à l'élection présidentielle chilienne de 2021 et prend la première place du premier tour avec 28 % des voix. Il reçoit pour le second tour les soutiens de Franco Parisi et Sebastián Sichel (le candidat de la coalition de droite au pouvoir), ainsi que celui du président sortant Sebastián Piñera. Il s'incline face au candidat de gauche Gabriel Boric au second tour avec 44 % des voix.
Le parti obtient 14 députés et 1 sénateur lors des élections parlementaires de décembre 2021. L'un d'eux, Johannes Kaiser, est contraint de quitter le parti après avoir remis en cause le droit de vote des femmes et justifié le viol,.

## Résultats électoraux

### Élection présidentielle
| Année | Candidat          | 1er tour  | 1er tour | 2e tour   | 2e tour | Résultats |
| Année | Candidat          | Voix      | %        | Voix      | %       | Résultats |
| ----- | ----------------- | --------- | -------- | --------- | ------- | --------- |
| 2021  | José Antonio Kast | 1 961 779 | 27,91    | 3 646 883 | 44,13   | Défaite   |
| 2025  | José Antonio Kast |           |          |           |         |           |

### Élections législatives
| Année | Chambre des députés | Chambre des députés | Chambre des députés | Sénat   | Sénat | Sénat  | Statut     |
| Année | Voix                | %                   | Sièges              | Voix    | %     | Sièges | Statut     |
| ----- | ------------------- | ------------------- | ------------------- | ------- | ----- | ------ | ---------- |
| 2021  | 666 740             | 10,54               | 14 / 155            | 336 305 | 7,22  | 1 / 50 | Opposition |

### Élections constituantes
| Année | Voix      | %      | Rang | Sièges  |
| ----- | --------- | ------ | ---- | ------- |
| 2023  | 3 468 115 | 34,33% | 1er  | 23 / 51 |